# 米山甚句
米山甚句（よねやまじんく）は、新潟県柏崎市や直江津地方に伝わる民謡、座敷唄。

## 概要
曲の由来は、歌詞や曲名にもなっている米山にある日本三大薬師の一つである米山薬師からという説が通説となっているが、同地方出身の江戸時代の力士「米山」が甚句を得意としていたからという説もある。
江戸時代から流行したが、明治時代中期にも東京の花柳界で大流行した。
それ以降は座敷唄としても全国的に広まり、甚句の中でも傑作と言われる。
昭和初期からはうぐいす芸者歌手によって盛んにレコード化され、特に新潟県出身の芸者(小唄勝太郎や浅草〆香など)はこの曲を得意とした。

## 主な歌詞
行こうか参らんしょうか　米山の薬師
一つ身のため　ササ　主のため
黄楊の横櫛　伊達にはささぬ
切れし前髪の　ササ　止めにさす
富士の高嶺に　雪が降ったり
積んだり　溶けたり　流れたり
三島女郎衆の　手水　紅　鉄漿　
化粧水　夜明けの　酔ざまし　

## レコード化・ＣＤ化した歌手[6]
- 芸者歌手 - 吉原〆治、藤本二三吉、市丸、小唄勝太郎、赤坂小梅、音丸、豆千代、浅草〆香、日本橋きみ栄、喜久丸、三浦布美子 他
- 民謡歌手 - 浜田喜一、佐藤松子、大塚文雄、鎌田英一、高橋キヨ子、小杉真貴子、金沢明子 他
- 歌手 - 三波春夫